# Alfred Lyttelton
Alfred Lyttelton KC (* 7. Februar 1857 in London, Vereinigtes Königreich; † 5. Juli 1913 in London, Vereinigtes Königreich) war ein englischer Cricket- und Fußballspieler, der nach seiner aktiven Karriere als Politiker wirkte. Er spielte zwischen 1880 und 1884 für die englische Cricket-Nationalmannschaft und absolvierte ein Spiel in 1877 für die englische Fußballnationalmannschaft. Als Politiker vertrat er die Liberale Unionisten und wurde 1895 ins britische Unterhaus gewählt. Als Kronanwalt wurde er nach Südafrika geschickt und bekleidete von 1903 bis 1905 die Position des Kolonialministers (Secretary of State for the Colonies) der Regierung Arthur James Balfour.

## Kindheit und Ausbildung
Lyttelton war der achte Sohn von George Lyttelton, 4. Baron Lyttelton. Er wurde in einer Familie geboren die sehr dem Sport zugewandt war, seine sieben Brüder spielten Cricket auf hohem Niveau. Alfred besuchte Eaton und war in dessen Schulmannschaften im Fußball und Cricket von 1872 bis 1875 vertreten. Anschließend ging er zur Cambridge University, wo er von 1876 bis 1879 in beiden Mannschaften war. In beiden Institutionen tat er sich im Cricket als Wicket-Keeper hervor.

## Aktive Karriere

### Fußball
Während seiner Universitätszeit war er Teil der Mannschaft der Old Etonians die im Finale des FA Cup 1875/76, die den Wanderers FC unterlag. Auch hatte er am 3. März 1877 seinen einzigen Auftritt als Teil der englischen Nationalmannschaft gegen Schottland, wo er bei der 1:3-Niederlage das einzige Tor für England erzielte.

### Cricket
Nachdem er schon in seinem ersten Jahr in Cambridge für das Gentlemen v Players nominiert wurde, wurde er im Sommer 1880 erstmals in die Nationalmannschaft berufen. Seinen ersten Test absolvierte er gegen Australien im September. Zwei Jahre später war er beim nächsten Besuch Australiens erneut im Team. Seine letzte Tour gegen Australien bestritt er im Sommer 1884. Dabei erzielte er im dritten Test, das sein letzter Auftritt in der Nationalmannschaft war, 4 Wickets für 19 Runs. Sein letztes First-Class-Spiel für Middlesex bestritt er 1887 und zog sich mit 28 Jahren vom aktiven Sport zurück.

## Nach der aktiven Karriere
Abseits vom aktiven Cricket war er schon von 1881 bis 1885 Teil des Komitees des Marylebone Cricket Clubs. In 1898 übernahm er dort die Rolle des kapitäns und war von 1899 bis 1903 erneut Teil des Komitees.

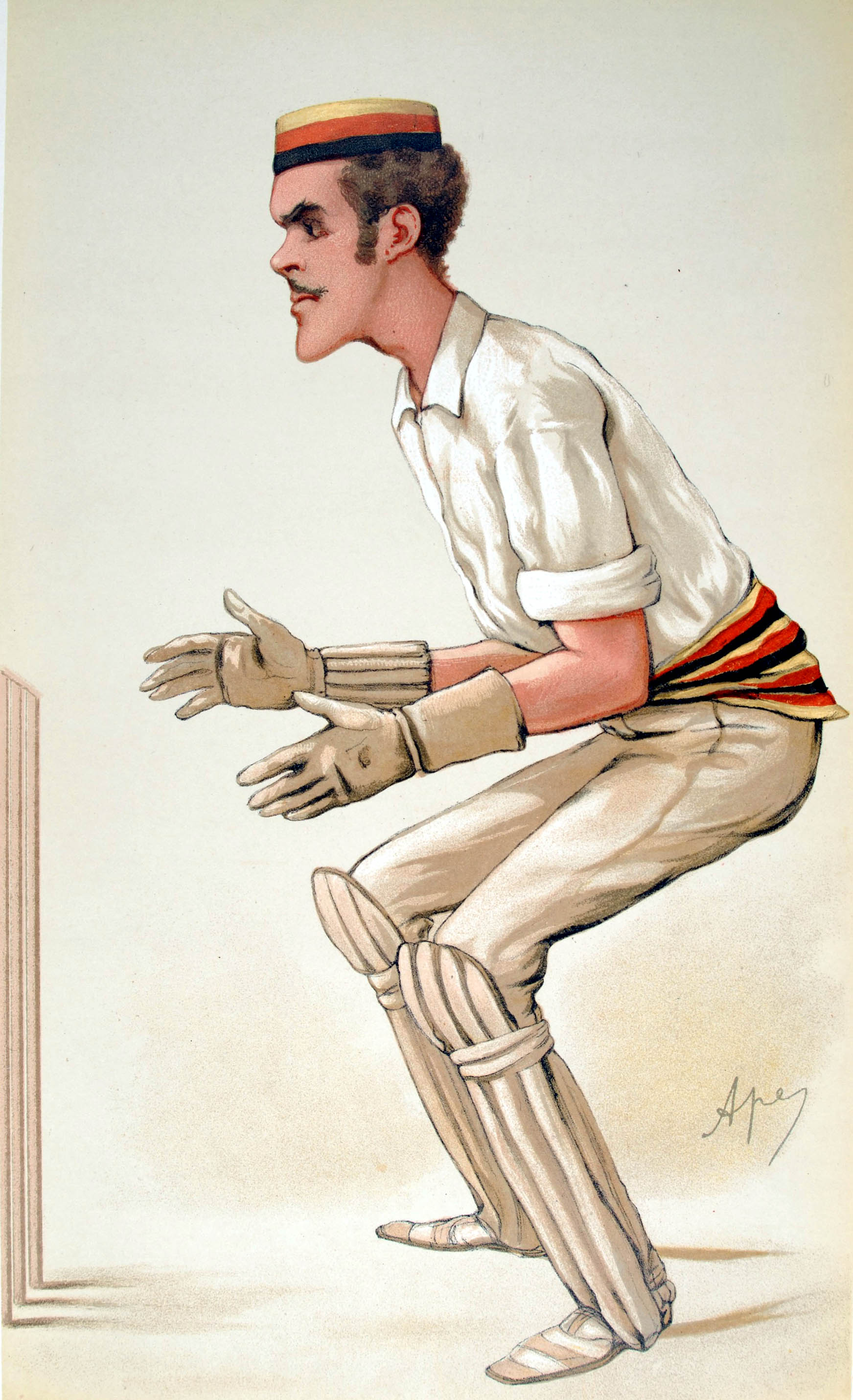
Karikatur von Lyttelton im Jahr 1884

Lyttelton trat für die Liberalen Unionisten bei der Nachwahl 1895 im Wahlkreis Warwick and Leamington ins Parlament gewählt. Bei den Wahlen 1895 und 1900 konnte er seinen Sitz bestätigen. Im Rahmen des Zweiten Burenkriegs ging 1901 er nach Südafrika, wo er in die Untersuchung der Transvall Concessions Commission eingebunden war. In 1903 wurde er als Nachfolger von Joseph Chamberlain unter Premierminister Arthur James Balfour als Kolonialminister ernannt. In seiner Amtszeit musste er sich dann vorwiegend mit Südafrika auseinandersetzen. Bei der Wahl Wahl 1906 unterlag die Regierung der Liberal Party und er verlor seinen Ministerposten und seinen Parlamentssitz. Im Juni des Jahres gewann er die Nachwahl im Wahlkreises St George’s Hanover Square. Diesen Sitz hielt er bis Juli 1913. Dort wurde er in Südafrika von einem Cricketball im Bauch getroffen und reiste daraufhin nach England zurück. Dort unterzog er sich einer Operation, an dessen Folgen er jedoch im Alter von 56 Jahren verstarb.